# 来榜镇
来榜镇，是中华人民共和国安徽省安庆市岳西县下辖的一个乡镇级行政单位。

## 行政区划
来榜镇下辖以下地区：
横河村、羊河村、花墩村、马元村、三河村、黄泥村、来榜村、枫树村、关河村、斑竹村、公山村和清潭村。